# Покровське (Маріїнсько-Посадський район)
Покро́вське (рос. Покровское, чув. Кĕчкей) — село у складі Маріїнсько-Посадського району Чувашії, Росія. Входить до складу Карабаського сільського поселення.
Населення — 255 осіб (2010; 282 у 2002).
Національний склад:
- чуваші — 99 %